# Proches Parents
Pour plus de détails, voir Fiche technique et Distribution.
Proches Parents (Next of Kin) est un film canadien réalisé par Atom Egoyan, sorti en 1984.

## Fiche technique
- Titre original : Next of Kin
- Titre français : Proches Parents
- Réalisation : Atom Egoyan
- Scénario : Atom Egoyan
- Pays d'origine : Canada
- Format : Couleurs - 35 mm - 1,33:1 - Mono
- Genre : comédie dramatique
- Durée : 70 minutes
- Date de sortie : 1984

## Distribution
- Patrick Tierney : Peter Foster / Bedros Deryan
- Berj Fazalian : George Deryan
- Sirvart Fazlian : Sonya Deryan
- Arsinée Khanjian : Azah Deryan
- Margaret Loveys : madame Foster
- Thomas Tierney : monsieur Foster